# أريندام باتاشاريا
أريندام باتاشاريا (20 مايو 1989 بكلكتا في الهند - ) هو لاعب كرة قدم هندي في مركز حراسة المرمى. شارك مع منتخب الهند تحت 20 سنة لكرة القدم ومنتخب الهند تحت 23 سنة لكرة القدم ومنتخب الهند لكرة القدم. أما مع النوادي، فقد لعب مع سبورتينغ غوا ونادي تشرتشل براذرز ونادي موهون باغان ونادي مدينة بونه لكرة القدم وBharat FC ‏.

## وصلات خارجية
- أريندام باتاشاريا على موقع قاعدة بيانات كرة القدم.إي يو (الإنجليزية)
- أريندام باتاشاريا على موقع Soccerway.com (الإنجليزية)
- أريندام باتاشاريا على موقع عالم كرة القدم.نت (الإنجليزية)